# Richard Reid Rogers

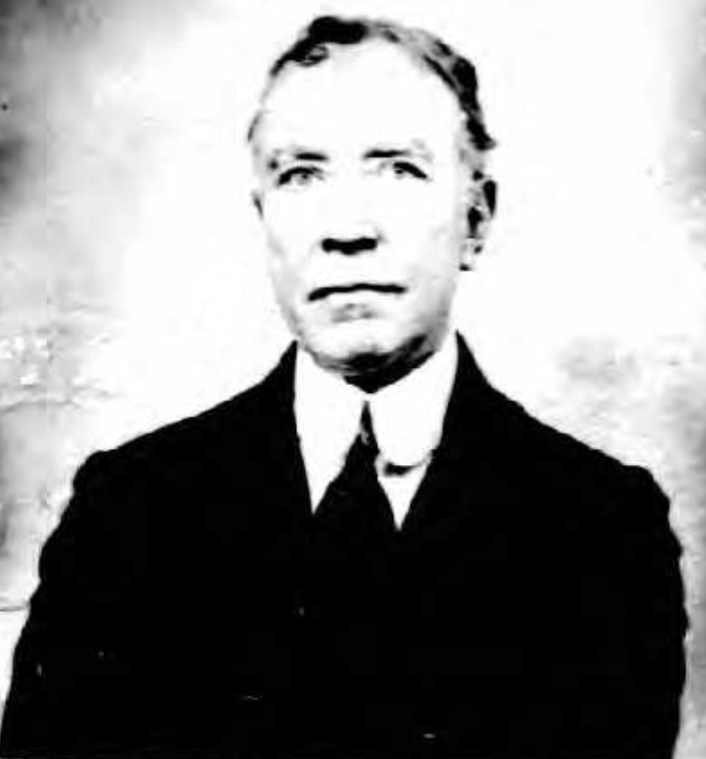
Richard Reid Rogers

Richard Reid Rogers (* 4. Dezember 1868 im Bourbon County, Kentucky; † 10. November 1949 in Manhattan, New York City) war ein US-amerikanischer Jurist. In den Jahren 1906 und 1907 war er Militärgouverneur der Panamakanalzone.

## Werdegang
Richard Rogers war ein prominenter Rechtsanwalt, der sich auf Transitrechte spezialisierte. Er war mit Eunice Tomlin verheiratet. Die gemeinsame Tochter heiratete später in das deutsche Adelshaus Hessen ein.
Rogers besuchte bis 1886 die Princeton University. Danach studierte er an der University of Virginia in Charlottesville Jura. Er wurde juristischer Berater der Isthmian Canal Commission und der Panama Railroad Company. Im Jahr 1906 wurde das Amt des Gouverneurs der Panamakanalzone vorübergehend abgeschafft. Die Funktion wurde weitgehend auf den Berater des Isthmian Canal Commission übertragen. Das war in diesem Fall Richard Rogers, der dieses Amt bis 1907 bekleidete. Er führte die notwendigen Geschäfte von Washington, D.C. aus und war nicht vor Ort in Panama.

## Referenzen
- Mellander, Gustavo A. (1971). The United States in Panamanian Politics: The Intriguing Formative Years. Daville, Ill.:Interstate Publishers. OCLC 138568.
- Mellander, Gustavo A.; Nelly Maldonado Mellander (1999). Charles Edward Magoon: The Panama Years. Río Piedras, Puerto Rico: Editorial Plaza Mayor. ISBN 1-56328-155-4. OCLC 42970390.